# Nihonogomphus ruptus
Nihonogomphus ruptus är en trollsländeart som först beskrevs av Selys 1858.  Nihonogomphus ruptus ingår i släktet Nihonogomphus och familjen flodtrollsländor. IUCN kategoriserar arten globalt som livskraftig. Inga underarter finns listade i Catalogue of Life.